# Canon televisivo
El canon televisivo es un canon o impuesto directo que grava en determinados países el hecho de poseer un televisor. La recaudación de este impuesto sirve para la financiación de la televisión pública.
Desde la fundación de la BBC en Gran Bretaña, en 1926, ha sido el medio preferido de financiación de las televisiones fundadas según el modelo europeo de emisoras públicas, modelo que se ha exportado a la mayoría de países africanos y asiáticos. En cambio, en América, donde la televisión surgió con un propósito comercial (con la excepción de Chile), nunca ha sido un medio de financiación a considerar.[cita requerida]
Sin embargo, el canon televisivo no se aplica en todos los países con televisiones públicas. En algunos casos, porque se ha considerado que los gastos de recaudación del canon superan o hacen poco rentables los ingresos del propio canon (como es el caso de España o de los Países Bajos), en otros casos porque se considera que la presencia de otras emisoras populares en países vecinos hacen injusto pagar un impuesto por ver una programación local que puede no verse (como es el caso de Canadá o Luxemburgo).[cita requerida]

## Funcionamiento
El canon es un impuesto que debe ser abonado por los poseedores de televisores. En la mayoría de los países este impuesto se cobra como un recargo en la factura de electricidad.[cita requerida] Sin embargo, hay países como el Reino Unido o Noruega, donde el impuesto es cobrado separadamente. En estos países, el no pagar el canon puede tener efectos diversos: desde pagar una multa, como en Italia; hasta ser procesado penalmente, como en el Reino Unido.